# Sobrenatural
2007. szeptember 18-án jelent meg Alexis & Fido harmadik albuma Sobrenatural címmel (magyar jelentése: Természetfölötti). A lemezen 14 szám található, melyből egyet a Los Yetzons ad elő. Közreműködő előadók az albumon Jadiel, Voltio, Arcángel & De La Ghetto, Toby Love, Los Yetzons és Ñejo & Dálmata.

## Számlista
1. Si me matan - „Ha megölnek engem” (featuring: Voltio, Sofla, De La Ghetto, Lápiz Conciente, Jadiel & Luis Vargas) (5:36)
2. 5 letras - „Öt betű” (3:15)
3. A que no me duras - „Hogy nem maradsz meg nekem” (2:48)
4. Somos tal para cual - „Olyanok vagyunk, mint bárki” (featuring: Los Yetzons) (3:35)
5. Sobrenatural - „Természetfölötti” (3:00)
6. Soy igual que tú - „Egyenlő vagyok veled” (featuring: Toby Love) (3:44)
7. Métele mijo - „Rakd be, fiam!” (3:23)
8. Lento, lento, lento - „Lassan, lassan, lassan” (3:34)
9. Go go girls - „Hajrá, lányok!” (featuring: Erick Right) (4:41)
10. Olvídate de'so - „Felejtsd el” (featuring: Ñejo & Dálmata) (3:22)
11. Dale uso - „Hadd használja” (3:07)
12. Yo sé lo que tú das - „Én tudom, hogy te mit adsz” (2:56)
13. Tumba el fronte - „Nyírd ki a frontot” (2:59)
14. We belong together - „Egymáshoz tartozunk” (előadó: Los Yetzons) (3:15)

## A toplistákon
| Lista (2007)                       | Csúcspozíció |
| ---------------------------------- | ------------ |
| U.S. Billboard Top Latin Albums    | 11           |
| U.S. Billboard Latin Rhythm Albums | 2            |

## Jelölések
A duó két Latin Grammy jelölést is kapott:
- Best Urban Music Album: legjobb album kategória (Sobrenatural)
- Best Urban Song: legjobb dal kategória (Soy igual que tú)